# Posthodiplostomum minimum
Posthodiplostomum minimum är en plattmaskart. Posthodiplostomum minimum ingår i släktet Posthodiplostomum och familjen Diplostomatidae. Inga underarter finns listade i Catalogue of Life.